# Jérémy Cadot
Jérémy Cadot(Lens, 7 de novembro de 1986) é um esgrimista francês, medalhista olímpico.

## Carreira

### Rio 2016
Jérémy Cadot representou seu país nos Jogos Olímpicos de Verão de 2016, no florete. Na competição por equipes conquistou a medalha de prata ao lado de Erwann Le Péchoux, Enzo Lefort e Jean-Paul Tony Helissey.